# Кристиан III
Кристиан III е крал на Дания и Норвегия, а също така и херцог на Шлезвиг и Холщайн между 1533 и 1544 г. По време на своето управление той установява лутеранството като официална религия в кралството си. Значителни усилия хвърля също в укрепването на датския флот и централизацията на кралската власт като слагакрай на изборната монархия в Дания и издига наследственото право върху датския трон в полза на своята династическа линия.

## Произход
Роден е през 1503 г. Син е на крал Фредерик I и Анна фон Бранденбург.

## Управление
Силно влияние върху младия Кристиан оказват неговите учители и наставници лутерани. В противовес на своя баща, Фредерик I, който се славел със своята предпазливост и умереност, Кристиан I никога не е криел симпатиите си към лутеранството и неприкритите му изявления му костват известни неприятности както с баща му, така и с католическите епископи. След като в своите имения Шлезвиг-Холщайн Кристиан I въвежда протестантските реформи, се заема да направи същото и в цяла Дания и Норвегия.

## Семейство
На 29 октомври 1525 г. Кристиан III се жени за Доротея фон Саксония-Лауенбург, от която има пет деца:
- Анна Датска, омъжена за Август Саксонски, курфюрст на Саксония;
- Фредерик II, крал на Дания и Норвегия от 1559 до 1588 г.;
- Магнус Датски (1540 – 1583), епископ;
- Йохан фон Шлезвиг-Холщайн-Зондербург;
- Доротея (1546 – 1617), омъжена за Вилхелм Млади.